# 难波京

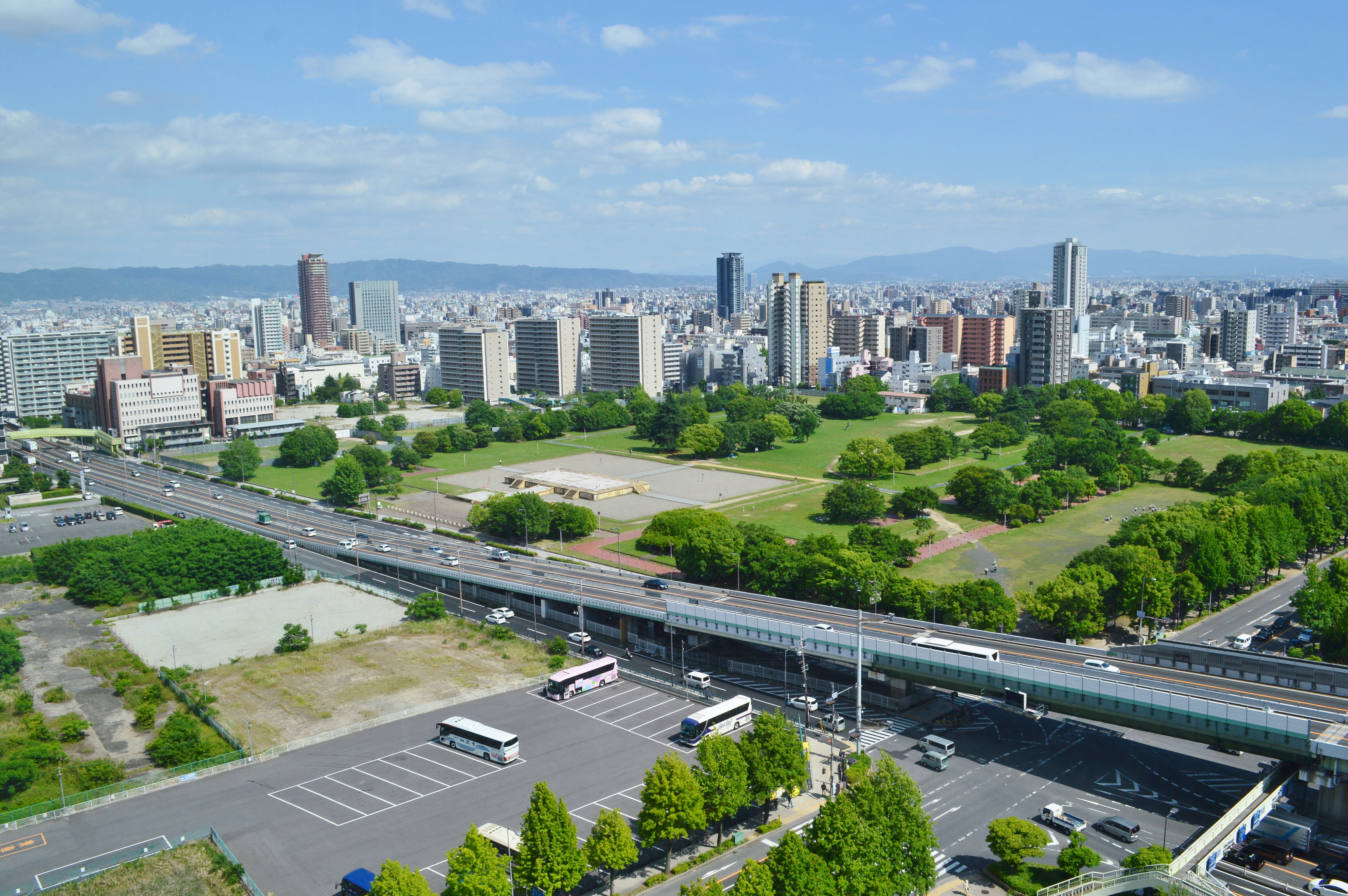
大阪市的难波宫史跡公园

难波京是指在古代日本的難波所建立的都城。早在日本飞鸟时代就已经建造了宫殿（前难波宫），但京城的存在未能确定。后来在奈良时代建造了宮殿（后难波宫）和京城。

## 历史
很久以前，日本古代主要交通道路及濑户内海东端的難波建造了倭国王的王宮，传说古坟时代的仁德天皇就在难波建造了宫殿（《日本书纪》），在飞鸟时代的孝德天皇建造了难波长柄豐埼宮（なにわのながらのとよさきのみや）。
但是，这只是天皇居住的宫殿，而国家的中心都市一致认为没有京城。根据山根德太郎的研究调查，太极殿遗迹被挖掘出来并确定是飞鸟时代的难波宫，同时也确认存在京城区域。
奈良時代前期726年（神龟3年）圣武天皇命令藤原宇合开始建造难波宫。744年（天平16年）从恭仁京迁都到难波宫。
圣武天皇迁都后第二年即745年再次迁都到平城京，随后难波京作为遣唐使港口的副都（陪都）。784年迁都至长冈京废弃难波京副都。